# (59087) Maccacaro
(59087) Maccacaro est un astéroïde de la ceinture principale.

## Description
(59087) Maccacaro est un astéroïde de la ceinture principale. Il fut découvert le 15 novembre 1998 à Sormano par Piero Sicoli et Francesco Manca. Il présente une orbite caractérisée par un demi-grand axe de 2,30 UA, une excentricité de 0,16 et une inclinaison de 5,3° par rapport à l'écliptique.

## Compléments